# Fuerza de empuje horizontal en superficies planas

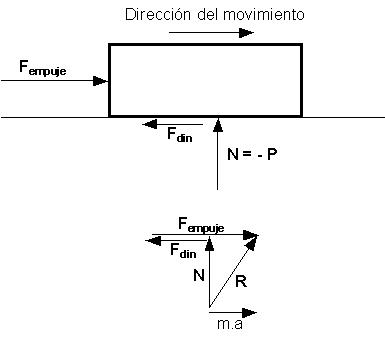
Esquema del diagrama de cuerpo libre, con las fuerzas exteriores que actúan sobre el bloque en el problema de la fuerza de empuje horizontal.

La fuerza de empuje horizontal en superficies planas es la fuerza horizontal necesaria para mover un objeto que se encuentra en una superficie horizontal. La fórmula para calcular la fuerza de empuje horizontal en superficie plana es la siguiente:
{\displaystyle \mid {\vec {F}}_{empuje}\mid =m\cdot (\mid {\vec {a}}\mid -C_{din}\cdot \mid {\vec {g}}\mid )}
o, proyectando los vectores:
{\displaystyle F_{empuje}=m\cdot (a-C_{din}\cdot g)}

## Descripción
Esta fuerza de empuje (no confundir con la fuerza que un fluido dentro de un campo gravitatorio ejerce sobre cualquier cuerpo sumergido en él) puede ser calculada por un método sencillo. Sólo se debe recordar la Segunda Ley de Newton así como la fórmula para calcular el rozamiento dinámico (o fricción dinámica). Por un lado se tiene que tomar en cuenta que la Segunda Ley de Newton enuncia en términos prácticos que la fuerza resultante de un cuerpo es igual a su masa inercial por su aceleración. 
{\displaystyle {\vec {F}}_{total}=m\cdot {\vec {a}}}
Por otro lado se debe saber que el rozamiento de un cuerpo es la fricción que hay entre dos cuerpos, donde ambos se encuentran en movimiento relativo y se deslizan uno sobre otro. La fórmula del rozamiento dinámico (en módulo) es la siguiente. 
{\displaystyle \mid {\vec {F}}_{din}\mid =C_{din}\cdot \mid {\vec {N}}\mid }
donde:
{\displaystyle \mid {\vec {F}}_{din}\mid } es el módulo del rozamiento dinámico
Cdin es el coeficiente de rozamiento dinámico y 
{\displaystyle {\vec {N}}} es el módulo de la fuerza normal
Es usual en los textos encontrar el coeficiente de rozamiento cinético (aquí llamado dinámico) con la notación μk.

## Fuerza normal
La Tercera Ley de Newton dice que toda fuerza de acción sobre un cuerpo tiene una fuerza de reacción con la misma magnitud y dirección, pero sentido contrario. Por lo tanto como el peso es una fuerza, existirá una fuerza de reacción que se ejerce sobre la tierra y es opuesta a la superficie horizontal y no acelera verticalmente, deducimos que sobre él se está ejerciendo una fuerza que equilibra al peso. A esta fuerza perpendicular a la superficie y opuesta al peso se le llama fuerza normal. La fuerza normal de una superficie horizontal plana sobre un objeto que empujado con una fuerza horizontal siempre será de igual magnitud al peso pero con dirección opuesta. Por ejemplo si se tira de una caja sobre el suelo con una fuerza horizontal y el peso es {\displaystyle {\vec {F}}_{g}=-8{\vec {j}}N} entonces la normal será {\displaystyle {\vec {N}}=+8{\vec {j}}N}. En este ejemplo la componente normal de la fuerza es de igual magnitud pero de dirección contraria. La fuerza de la gravedad es una fuerza dirigida siempre hacia el centro de la Tierra. Por ello, como la normal tiene dirección hacia arriba tendrá signo positivo. 
{\displaystyle {\vec {F_{g}}}=m\cdot {\vec {g}}}
La fuerza normal será igual pero con signo contrario:
{\displaystyle {\vec {N}}=-m\cdot {\vec {g}}}
donde m es la masa del objeto sobre la superficie y {\displaystyle {\vec {g}}} es la gravedad, vector que tiene como valor, aproximadamente constante en toda la superficie de la Tierra, {\displaystyle {\vec {g}}=-9.8{\vec {j}}} (ms^-2). 
Se debe sustituir la fórmula de la fuerza normal en la fórmula de la fricción cinética:
Si
{\displaystyle \mid {\vec {F}}_{din}\mid =C_{din}\cdot \mid {\vec {N}}\mid }
y
{\displaystyle {\vec {N}}=-m\cdot {\vec {g}}}
entonces
{\displaystyle \mid {\vec {F}}_{din}\mid =C_{din}\cdot \mid -m\cdot {\vec {g}}\mid }
Solo si la fuerza de empuje y la superficie son horizontales.

## Coeficiente de rozamiento
Para calcular la fricción no sólo se necesita la normal sino también un coeficiente de rozamiento dinámico, denominado Cdin. Este es el valor constante de fricción entre una superficie y un objeto sobre ella. Aunque el coeficiente de fricción no tiene una fórmula analítica para ser calculado este dato lo dará el propio problema. Puede obtenerse de tablas experimentales de coeficientes de rozamiento entre dos materiales distintos, por ejemplo, acero-acero, acero-aluminio, acero-madera, etc. Por ejemplo el coeficiente de rozamiento dinámico entre una lámina y una pelota de hule es de 0,25.
1. Se cumple que:
{\displaystyle {\vec {F}}_{total}=m\cdot {\vec {a}}}
y también que
{\displaystyle {\vec {F}}_{total}={\vec {F}}_{empuje}+{\vec {F}}_{din}}
donde las direcciones de la fuerza de empuje son siempre opuestas, con lo que también puede escribirse la fórmula en módulo como:
{\displaystyle \mid {\vec {F_{total}}}\mid =\mid {\vec {F}}_{empuje}\mid -\mid {\vec {F}}_{din}\mid }
Esta ecuación indica que la fuerza que actúa sobre el objeto no es exactamente la de empuje, sino que habría que restarle la fuerza de resistencia que es la de rozamiento. Si se empuja hacia delante la fuerza de rozamiento empuja hacia atrás. Ambas fuerzas no tienen porqué estar ejerciéndose en el mismo plano, con lo que puede generarse un momento o torque. Por ejemplo, si se empuja horizontalmente una caja sobre una superficie también horizontal, con una fuerza de 8 N y el rozamiento dinámico es de 2 N, la verdadera fuerza que actuará sobre la caja es de 6 newtons.
2. Se puede igualar las dos fórmulas de la fuerza total, obteniendo:
{\displaystyle \mid m\cdot {\vec {a}}\mid =\mid {\vec {F}}_{empuje}\mid -\mid {\vec {F}}_{din}\mid }
3. Se puede despejar {\displaystyle \mid {\vec {F}}_{empuje}\mid } que es lo que se quiere calcular. Entonces:
{\displaystyle \mid {\vec {F}}_{empuje}\mid =\mid m\cdot {\vec {a}}\mid +\mid {\vec {F}}_{din}\mid }
4. Se puede sustituir {\displaystyle \mid {\vec {F}}_{din}\mid } por la última fórmula establecida para esta {\displaystyle \mid {\vec {F}}_{din}\mid =C_{din}\cdot \mid -m\cdot {\vec {g}}\mid }. Entonces:
{\displaystyle \mid {\vec {F}}_{empuje}\mid =\mid m\cdot {\vec {a}}\mid +C_{din}\cdot \mid -m\cdot {\vec {g}}\mid }
5. Factorizando "m" (masa) se tendrá:
{\displaystyle \mid {\vec {F}}_{empuje}\mid =m\cdot (\mid {\vec {a}}\mid -C_{din}\cdot \mid {\vec {g}}\mid )}
o, proyectando los vectores:
{\displaystyle F_{empuje}=m\cdot (a-C_{din}\cdot g)}
Esta última fórmula es la fórmula con la que se puede calcular la fuerza de empuje de un objeto sobre una superficie horizontal. El problema siempre dará la masa (m), la aceleración (a) y el coeficiente de rozamiento (Cdin).
Cuando se habla de fuerza horizontal quiere decirse que la fuerza total aplicada se realiza en un ángulo de 0 grados o radianes (ver esquema).